# Rhopalopsole fengyangshanensis
Rhopalopsole fengyangshanensis är en bäcksländeart som beskrevs av Yang, D., Shi och W. Li 2009. Rhopalopsole fengyangshanensis ingår i släktet Rhopalopsole och familjen smalbäcksländor. Inga underarter finns listade i Catalogue of Life.